# 克洛迪·艾涅尔
克洛迪·艾涅尔（Claudie Haigneré，本名Claudie André-Deshays，1957年5月13日—），已退役的法國籍法國國家太空研究中心（1985至1999年）和歐洲太空總署（1999至2002年）女性太空人、醫生、政治人物。她是法國第一位女性太空人。

## 早年生活與教育
艾涅尔生於索恩-卢瓦尔省勒克鲁佐。在位於巴黎的科欽醫院和巴黎第七大學學習醫學，並於1981年獲得生物學和運動醫學專業研究證書、1982年獲得航空與太空醫學專業證書、1984年獲得風濕病學證書。1986年她獲得生物力学和生理學文憑。1992年獲得神经科学博士學位。

## 太空人生涯

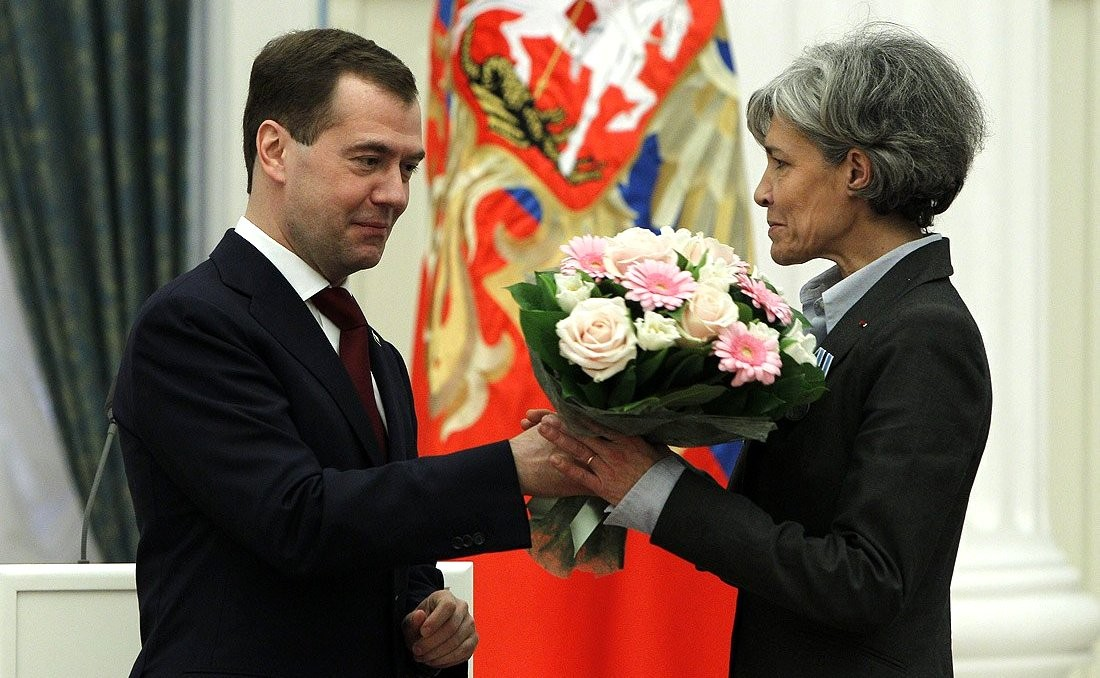
2011年4月12日，時任俄羅斯總統梅德韦杰夫在克里姆林宮對艾涅尔授勳。

艾涅尔是1993年和平號Altaïr任務的後備組員，她並在該次任務中認識了她的丈夫，即同任務的太空人讓-皮埃爾·艾涅爾。1996年時艾涅尔參與俄羅斯與法國合作的「仙后座」任務，並且在和平号空间站16日。2001年艾涅尔在「仙女座」任務中成為第一位前往國際太空站的歐洲女性。2002年6月18日她從歐洲太空總署退休。

## 政治生涯
艾涅尔從太空人退役後一度進入政壇，並且在让-皮埃尔·拉法兰內閣任職。2002至2004年間她擔任法国科研与新技术部部长级代表，之後接替诺埃勒·勒努瓦，自2004到2005年間擔任法国欧洲事务部部长级代表。

## 榮譽與獎項
- 小行星135268以她和她丈夫命名。
- 法國榮譽軍團勳章高等騎士勳位[5]。

## 外部連結
- ESA biography （页面存档备份，存于）